# Dwergmaki's
De dwergmaki's (Cheirogaleidae) zijn een familie van primaten uit Madagaskar. Vroeger werden ze als een onderfamilie van de lemuren (Lemuridae) gezien, maar tegenwoordig worden ze zelfs in een aparte superfamilie Cheirogaleoidea geplaatst. De wetenschappelijke naam van de familie werd in 1850 gepubliceerd door John Edward Gray. Er zijn ruim 40 bekende soorten in vijf geslachten.

## Kenmerken
Dwergmaki's behoren tot de kleinste primaten en Microcebus berthae is waarschijnlijk de kleinste levende primaat. Dwergmaki's hebben een lange vacht, meestal met een lichtere buik- dan rugzijde. Ze hebben dunne oren, grote ogen en lange achterbenen.

## Levenswijze
Dwergmaki's zijn 's nachts actieve boombewoners. Ze kunnen goed klimmen en springen, waarbij ze hun lange staart gebruiken om hun evenwicht te bewaren. In het zeldzame geval dat ze zich op de bodem begeven, bewegen ze zich huppelend voort. Overdag slapen ze in boomholtes of zelfgemaakte nesten. Ze leven als paartjes samen met hun nageslacht van de laatste één of twee jaar. Veel soorten slaan vetreserves op in hun achterbenen en bij de staartwortel, dat ze gebruiken tijdens de warme tijd, als ze in zomerslaap zijn.
Dwergmaki's zijn omnivoren; ze eten zowel plantaardig voedsel zoals vruchten, bladeren en nectar als dierlijk voedsel als insecten, spinnen en kleine gewervelden.

## Voortplanting
De wijfjes hebben meestal drie paar melkklieren. Een tot vier jongen (meestal twee of drie) worden na ongeveer 60 dagen geboren. De jongen worden tijdens het eerste of tweede levensjaar geslachtsrijp. Ze kunnen in gevangenschap tot 15 jaar oud worden.

## Vijanden
De natuurlijke vijanden van dwergmaki's zijn boa's, roofvogels, uilen en madagaskarcivetkatten. De kleinste dwergmaki's worden zelfs soms door maki's van het geslacht Eulemur uit hun nesten geroofd. Een andere bedreiging is vernietiging van hun leefgebied door houtkap en brandlandbouw. De meeste dwergmaki's komen voornamelijk alleen in beschermde natuurgebieden voor.

## Indeling
Dwergmaki's worden ingedeeld in vijf geslachten. Het aantal soorten is sterk toegenomen sinds 1993, het jaar waarin de tweede editie van Mammal Species of the World verscheen. Daarin werden slechts zeven soorten in vier geslachten opgenomen. Al snel werd Mirza echter een apart geslacht, toen nog met één soort. In 1998 werd de eerste nieuwe soort beschreven, Microcebus ravelobensis. In 2000 verdubbelde het aantal soorten door één aflevering van het International Journal of Primatology: drie katmaki's (Cheirogaleus) werden uit de synonymie gehaald en er werden twee nieuwe beschreven, en twee muismaki's (Microcebus) werden uit de synonymie gehaald en er werden drie nieuwe soorten beschreven. In 2001 nam dankzij Colin Groves' werk Primate Taxonomy het aantal soorten nog met vier toe: de drie ondersoorten van de vorkstreepmaki's (Phaner) werden aparte soorten, net als een muismaki. In 2005 werden nog een nieuwe Mirza-soort, Mirza zaza, en een nieuwe muismaki, Microcebus lehilahytsara, beschreven. Sinds 2006 werden nog een groot aantal nieuwe muismaki's beschreven en wetenschappers zijn van mening dat nog een groot aantal nog ontdekt moet worden.

## Taxonomie
De familie omvat 41 levende soorten binnen 5 geslachten.
- Familie: Cheirogaleidae (Dwergmaki's) (41 soorten)
  - Geslacht: Allocebus (1 soort)
    -  Soort: Allocebus trichotis (Pluimoorkatmaki)

  - Geslacht: Bugtilemur † (1 soort)
    -  Soort: Bugtilemur mathesoni †

  - Geslacht: Cheirogaleus (Katmaki's) (10 soorten)
    - Soort: Cheirogaleus andysabini
    - Soort: Cheirogaleus crossleyi
    - Soort: Cheirogaleus grovesi
    - Soort: Cheirogaleus lavasoensis
    - Soort: Cheirogaleus major (Grote katmaki)
    - Soort: Cheirogaleus medius  (Vetstaartkatmaki)
    - Soort: Cheirogaleus minusculus
    - Soort: Cheirogaleus shethi
    - Soort: Cheirogaleus sibreei
    -  Soort: Cheirogaleus thomasi

  - Geslacht: Microcebus (Muismaki's) (25 soorten)
    - Soort: Microcebus arnholdi
    - Soort: Microcebus berthae
    - Soort: Microcebus bongolavensis
    - Soort: Microcebus boraha
    - Soort: Microcebus danfossi
    - Soort: Microcebus ganzhorni
    - Soort: Microcebus gerpi
    - Soort: Microcebus griseorufus
    - Soort: Microcebus jollyae
    - Soort: Microcebus jonahi
    - Soort: Microcebus lehilahytsara
    - Soort: Microcebus macarthurii
    - Soort: Microcebus mamiratra
    - Soort: Microcebus manitatra
    - Soort: Microcebus margotmarshae
    - Soort: Microcebus marohita
    - Soort: Microcebus murinus (Dwergmuismaki)
    - Soort: Microcebus myoxinus (Kleine dwergmuismaki)
    - Soort: Microcebus ravelobensis (Goudbruine muismaki)
    - Soort: Microcebus rufus (Rode muismaki)
    - Soort: Microcebus sambiranensis
    - Soort: Microcebus simmonsi
    - Soort: Microcebus tanosi
    -  Soort: Microcebus tavaratra

  - Geslacht: Mirza (2 soorten)
    - Soort: Mirza coquereli (Coquereldwergmaki)
    -  Soort: Mirza zaza

  -  Geslacht: Phaner (Vorkstreepmaki's) (4 soorten)
    - Soort: Phaner electromontis
    - Soort: Phaner furcifer (Vorkstreepmaki)
    - Soort: Phaner pallescens
    -  Soort: Phaner parienti